# Paul Broekx
Paul Josse Maria Broekx (Neerpelt, 5 april 1953) is een Belgisch voormalig kajakker.

## Levensloop
Broekx nam deel aan de Olympische Spelen van 1976 te Montreal. Hij werd er uitgeschakeld in de halve finale in de K-4 1000 m. Voorts was de K4 aldaar samengesteld uit Paul Stinckens, Jacky Alders en zijn broer Jos Broekx.
Hij is aangesloten bij de Neerpeltse Watersport Club. Hij volgde in 1992 zijn vader Harry op als voorzitter van deze club. Ook verschillende andere familieleden zoals zijn broer Jos, zijn schoonbroer Paul Stinckens en zijn nicht Lize Broekx zijn of waren actief in deze club.

## Palmares

### K1 - 10.000 m
- 1974: 7e WK in Mexico-Stad

### K4 - 1000 m
- 1974: 9e WK in Mexico-Stad
- 1976: 4e ½ fin. OS in Montréal

### K4 - 10.000 m
- 1973: 8e WK in Tampere